# Game Boy Advance
Game Boy Advance (GBA) là một máy chơi trò chơi điện tử cầm tay 32 bit do Nintendo phát triển, sản xuất và tiếp thị. Đây là sản phẩm kế thừa máy Game Boy Color. Máy phát hành tại Nhật Bản vào ngày 21 tháng 3 năm 2001, tại Bắc Mỹ vào ngày 11 tháng 6 năm 2001, tại Úc và Châu Âu vào ngày 22 tháng 6 năm 2001 và tại Trung Quốc vào ngày 8 tháng 6 năm 2004 với tên iQue Game Boy Advance.
GBA là một phần của thế hệ thứ sáu của máy chơi trò chơi điện tử. Mô hình ban đầu bán ra với màn hình không có đèn; Nintendo đã quyết định cho ra đời một mô hình sau đó, thiết kế lại với màn hình có đèn phía trước, Game Boy Advance SP, ra mắt năm 2003. Một thiết kế lại khác có đèn nền, Game Boy Micro phát hành vào năm 2005.
Tính đến ngày 30 tháng 6 năm 2010, dòng Game Boy Advance đã bán ra 81,51 triệu máy trên toàn thế giới. Kế nhiệm của máy, Nintendo DS, phát hành vào tháng 11 năm 2004, và có tính tương thích ngược với phần mềm trên máy Game Boy Advance.

## Lịch sử
Trái ngược với các mẫu Game Boy trước đây, tất cả đều tuân theo yếu tố hình thức "chân dung" của Game Boy gốc (do Yokoi Gunpei thiết kế), Game Boy Advance có thiết kế theo dạng "dàn ngang", đặt các nút sang hai bên của thiết bị thay vì bên dưới màn hình. Nhà thiết kế người Pháp Gwénaël Nicolas của xưởng thiết kế Curiosity Inc. có trụ sở ở Tokyo đã thiết kế nên hình thức mới này cho máy.
Kế tục sự thành công của Game Boy Color (GBC), Game Boy Advance lần đầu tiên xuất hiện tại triển lãm thương mại Nintendo Space World vào cuối tháng 8 năm 1999. Có báo cáo cho là có đến hai hệ máy cầm tay mới đang hoạt động, một trong số đó là phiên bản cải tiến của GBC với kết nối trực tuyến không dây, có tên mã là Advanced Game Boy (AGB) và hệ máy kia có đồ họa 32 bit hoàn toàn mới, chưa thiết lập, nhằm để phát hành vào năm sau.
Ngày 1 tháng 9 năm 1999, Nintendo chính thức công bố Game Boy Advance, tiết lộ chi tiết về thông số kỹ thuật của hệ máy, bao gồm kết nối trực tuyến thông qua thiết bị di động và Máy ảnh Game Boy cải tiến. Nintendo nói thiết bị cầm tay này sẽ phát hành lần đầu tiên tại Nhật Bản vào tháng 8 năm 2000, ngày ra mắt ở Bắc Mỹ và châu Âu dự kiến khoảng vào cuối năm đó. Đồng thời, Nintendo tuyên bố hợp tác với Konami, thành lập Mobile 21, một xưởng phát triển tập trung vào việc tạo ra công nghệ mới cho GBA có thể tương tác với máy GameCube, một máy chơi trò chơi điện tử tại nhà của Nintendo cũng đang phát triển vào thời điểm đó với tên mã "Dolphin".
Ngày 21 tháng 8 năm 2000, IGN bật mí hình ảnh của một bộ công cụ phát triển GBA chạy trò chơi Yoshi Story,
Ngày 22 tháng 8, những hình ảnh tiền sản xuất của GBA đã xuất hiện trên tạp chí Famitsu Nhật Bản.
Vào ngày 24 tháng 8, Nintendo chính thức ra mắt máy với công chúng trong một bài thuyết trình, công bố ngày ra mắt ở Nhật Bản và Bắc Mỹ, ngoài ra còn có 10 trò chơi sẽ có sẵn dưới dạng trò chơi ra mắt. GBA sau đó trở thành đại diện cho Nintendo Space World 2000 từ ngày 24 đến 26 Tháng 8, cùng với nhiều thiết bị ngoại vi, bao gồm cả cáp liên kết GBA, cáp liên kết Game Boy Advance - GameCube, một bộ pin sạc và bộ chuyển đổi hồng ngoại cho phép các hệ máy trao đổi dữ liệu với nhau.
Tháng 3 năm 2001, Nintendo công bố chi tiết về việc ra mắt tại Bắc Mỹ, bao gồm mức giá đề xuất là 99,99 đô la và 15 trò chơi ra mắt. Nintendo ước tính cung cấp khoảng 60 trò chơi cung cấp cho hệ máy cho đến cuối năm 2001.

### Dự án Atlantis
Năm 1996, các tạp chí Electronic Gaming Weekly, Next Generation, số 53 và 54 trên Total! và Game Informer số tháng 7 năm 1996 gồm các báo cáo nổi bật về một bản Game Boy mới, có tên mã Project Atlantis. Mặc dù Nintendo đặt kì vọng về việc phát hành hệ máy tại ít nhất một lãnh thổ cho đến cuối năm 1996, nhưng có vẻ như hệ máy đó là Game Boy Color, được mô tả là có bộ xử lý RISC 32 bit, màn hình LCD màu 3 x 2 inch, và cổng liên kết  về mô tả thì gần giống với Game Boy Advance. Nó cũng có thể là nguyên mẫu kế nhiệm chưa được đặt tên của Game Boy Color, đã công bố tại Game Developers Conference năm 2009. Nintendo of Japan tuyên bố đang làm việc trên một trò chơi dành cho hệ máy có tên là Mario's Castle, chưa bao giờ phát hành. Nintendo đã đình chỉ dự án Atlantis vào năm 1997, vì Game Boy ban đầu vẫn còn quá phổ biến để phát hành bản kế nhiệm (nắm giữ 80% thị trường thiết bị cầm tay).
Trong một cuộc thảo luận tại Hội nghị các nhà phát triển trò chơi năm 2009 (Game Developers Conference - GDC), phiên bản "tiền nhiệm Game Boy Advance" đã bị hủy bỏ xuất hiện trên màn hình, trông giống như một máy Game Boy Color cồng kềnh. Mặc dù không được đặt tên, Joystiq kết luận thiết bị này rất có thể là Dự án Atlantis.

## Thông số kỹ thuật
Các thông số kỹ thuật của máy Game Boy Advance bản đầu, do Nintendo cung cấp:
| Kích thước          | khoảng 14,45 cm (5,69 in) x 2,45 cm (0,96 in) x 8,2 cm (3,2 in) (LxWxH), 140 g (4,9 oz). |
| Trọng lượng         | khoảng 140 g (4.9 oz) |
| Màn hình            | 2.9 inch tương phản TFT, màn hình màu LCD bóng bán dẫn |
| Kích thước hiển thị | 40.8 mm (1.61 in) by 61.2 mm (2.41 in) |
| Tốc độ khung hình   | 59.727500569606 Hz |
| Năng lượng          | Pin 2 × AA |
| Thời lượng pin      | Trung bình khoảng 15 giờ khi chơi các trò chơi Game Boy Advance (cũng tùy thuộc vào Game Pak đang được chơi, cài đặt âm lượng và bất kỳ thiết bị ngoại vi bên ngoài nào đang sử dụng - ví dụ: đèn màn hình) |
| CPU                 | 16.8 MHz 32 bit ARM7TDMI với bộ nhớ tích hợp. 8.4 hoặc 4.2 MHz Sharp LR35902 (tải được 8080) bộ đồng xử lý cho Game Boy và Game Boy Color tương thích ngược |
| Bộ nhớ              | 32 kilobyte + 96 kilobyte VRAM (CPU bên trong), 256 kilobyte DRAM (CPU bên ngoài). |
| Độ phân giải        | 240 × 160 pixel (tỷ lệ khung hình 3:2). |
| Hỗ trợ màu          | 15 bit RGB (độ sâu 5 bit trên mỗi kênh), có khả năng hiển thị 512 màu đồng thời ở "chế độ ký tự" và 32.768 (2 15) màu đồng thời trong "chế độ bitmap". |
| Âm thanh            | Bộ xử lý kép 8 bit DAC cho âm thanh nổi (gọi là Direct Sound - Âm thanh trực tiếp), cộng với tất cả các kênh kế thừa từ Game Boy. Các bộ xử lý tín hiệu mới có thể được sử dụng để phát lại các luồng dữ liệu sóng hoặc có thể được sử dụng để xuất ra nhiều mẫu sóng được xử lý / trộn trong phần mềm bởi CPU. |
| Đầu vào             | - Tay cầm điều khiển tám hướng - Sáu nút hành động (A, B, L, R, Bắt đầu, Chọn) - Thanh trượt âm lượng - Công tắc điện - I / O nối tiếp ("Cáp liên kết") - I / O hộp băng |

Khả năng tương thích ngược cho Game Boy và Game Boy Color do tùy chỉnh 4.194 / 8.388 MHz dựa trên nền tảng bộ đồng xử lý Z80 (phần mềm Game Boy Advance có thể sử dụng bộ tạo âm để bổ sung cho hệ thống âm thanh chính), trong khi cổng liên kết ở trên đầu thiết bị cho phép kết nối với các thiết bị khác bằng cáp Game Link hoặc cáp GameCube. Khi chơi Game Boy hoặc Game Boy Color trên Game Boy Advance, các nút L và R có thể sử dụng để chuyển đổi giữa định dạng màn hình rộng kéo dài (240×144) và tỷ lệ màn hình gốc của Game Boy (160×144). Các trò chơi Game Boy có thể hiển thị chung các bảng màu giống như trên Game Boy Color. Mỗi hệ máy cầm tay của Nintendo sau Game Boy Advance SP đều có pin tích hợp và có thể sạc lại.
Phần cứng đồ họa Game Boy Advance 2D có khả năng điều chỉnh tỷ lệ và xoay, cho các tựa trò chơi cổ điển ở các chế độ 1 và 2 cũng như chia tỷ lệ và xoay cho các ảnh bitmap ở các chế độ 3 đến 5 (ít sử dụng trên GBA vì những hạn chế kỹ thuật). Trên mỗi máy hỗ trợ hiệu ứng này, có thể thay đổi giá trị tỷ lệ và hồi chuyển trong khoảng thời gian trống ngang của mỗi đường quét để vẽ một mặt phẳng trong hình chiếu phối cảnh. Các hiệu ứng phức tạp hơn như fuzz có thể được tạo ra bằng cách sử dụng các phương trình khác cho vị trí, tỷ lệ và hồi chuyển của mỗi dòng. "Chế độ ký tự" hỗ trợ tối đa 4 lớp nền bản đồ cho mỗi khung, với mỗi ô có kích thước 8 x 8 pixel và có 16 hoặc 256 màu. "Chế độ ký tự" cũng hỗ trợ tối đa 128 sprite phần cứng trên mỗi khung hình, với bất kỳ kích thước sprite nào từ 8x8 đến 64x64 pixel và với 16 hoặc 256 màu cho mỗi sprite.

### Các biến thể màu
Trong suốt quá trình sản xuất, Game Boy Advance có nhiều màu sắc và các phiên bản giới hạn. Ban đầu máy sẵn có các màu Trắng Bắc Cực, Đen, Cam, Fuchsia (hồng mờ), Glacier (xanh mờ / tím) và Indigo (tím thẫm). Sau khi máy ra mắt, các màu bổ sung và phiên bản đặc biệt xuất hiện, bao gồm:
- Đỏ
- Cam trong / Đen
- Bạch kim
- Trắng
- Vàng
- Hello Kitty (màu hồng với hình Hello Kitty và logo trên bezel)
- The King of Fighters (màu đen với hình trên viền và các nút)
- Chobits (màu xanh lam nhạt mờ, với hình trên khung và các nút)
- Battle Network Rockman EXE 2 (màu xanh lam nhạt với hình trên khung)
- Mario Bros. (Glacier với Mario và Luigi trên khung)
- Yomiuri Giants (Glacier với hình trên khung).

Một số phiên bản giới hạn theo chủ đề Pokémon cũng phát hành tại các cửa hàng Pokémon Center ở Nhật Bản. Các phiên bản này bao gồm:
- Gold Pokémon (màu vàng với hình Pikachu và Pichu trên viền)
- Suicune (màu xanh / xám với Pikachu và Pichu màu xám trên viền, và hình dán Pokémon Center ở mặt sau)
- Celebi (màu xanh ô liu với hình Celebi trên viền)
- Latias / Latios (màu hồng / đỏ và tím, với hình Latias và Latios trên viền).

## Trò chơi

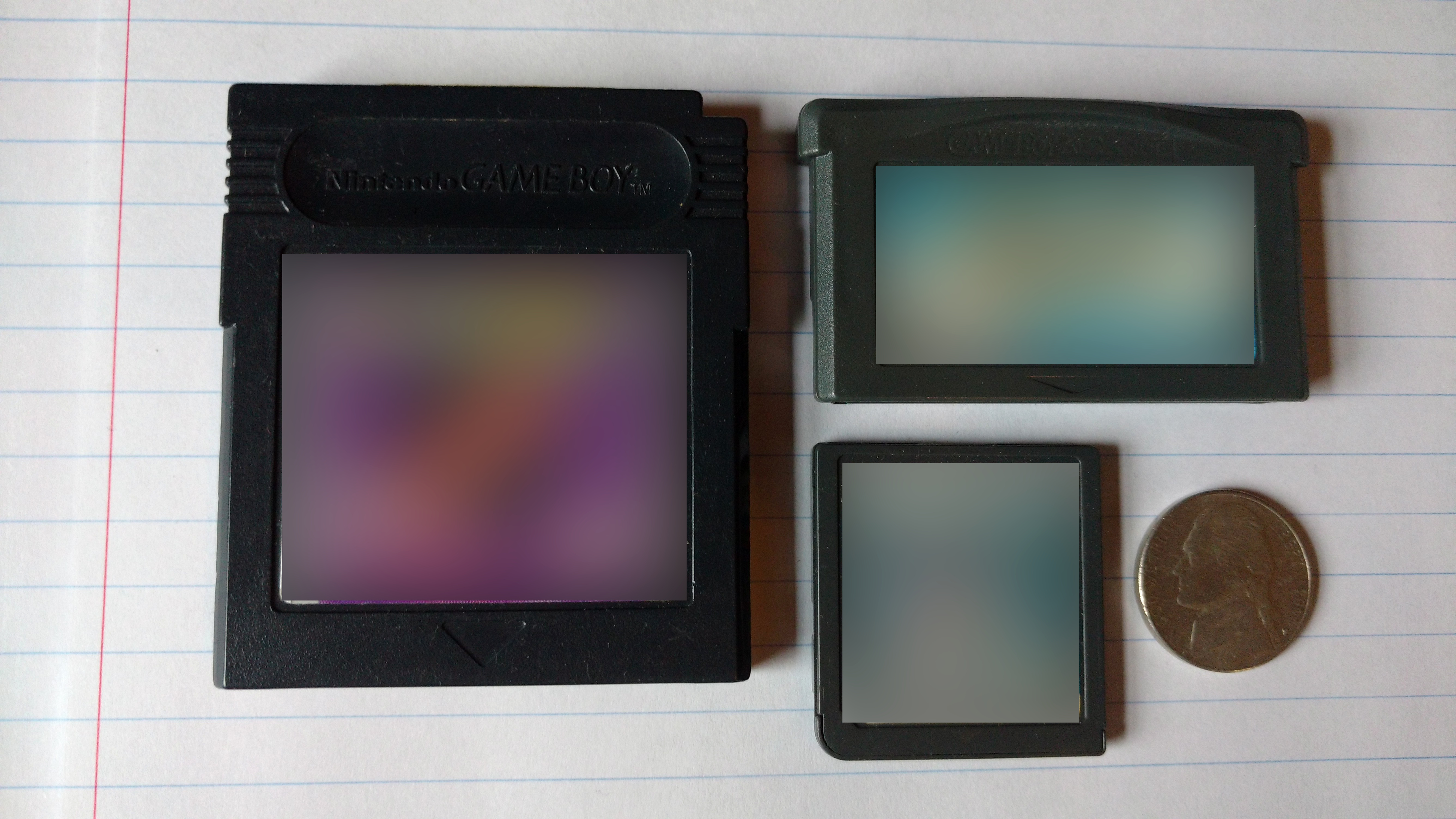
Theo chiều kim đồng hồ từ trái qua: Game Boy Color Game Pak, Game Boy Advance Game Pak và Thẻ game Nintendo DS. Ở phía bên phải là một đồng Nikel để so sánh tỷ lệ.

Với hiệu suất phần cứng tương đương với Super Nintendo Entertainment System, Game Boy Advance đại diện cho sự tiến bộ của công nghệ dựa trên sprite. Thư viện của máy gồm các trò chơi platformer, các trò chơi nhập vai giống SNES và các trò chơi chuyển thể từ các hệ máy 8 bit và 16 bit khác nhau của các thế hệ trước. Bao gồm loạt Super Mario Advance, cũng như khả năng tương thích ngược của hệ máy với tất cả các tựa Game Boy trước đó. Trong khi hầu hết các trò chơi GBA sử dụng đồ họa 2D, các nhà phát triển có tham vọng thiết kế một số trò chơi GBA 3D để đẩy giới hạn của phần cứng, bao gồm cả trò chơi bắn súng góc nhìn thứ nhất như phiên bản chuyển thể của Doom và các trò chơi đua xe như GT Advance Championship Racing.
Ngày 30 tháng 11 năm 2006 tại Nhật Bản, trò chơi cuối cùng được phát hành là Final Fantasy VI Advance, đây cũng là trò chơi cuối cùng mà Nintendo phát hành cho máy.
Ngày 12 tháng 2 năm 2008 ở Bắc Mỹ, trò chơi cuối cùng được phát hành là Samurai Deeper Kyo.
Ngày 28 tháng 11 năm 2008 ở châu Âu, trò chơi cuối cùng được phát hành là 2 Games in 1: Columns Crown & ChuChu Rocket! (và cũng là trò chơi cuối cùng được phát hành trên hệ máy nói chung).
Ngày 3 tháng 8 năm 2006, Rhythm Tengoku chỉ có ở Nhật Bản, trò chơi đầu tiên và cũng là cuối phát hành ra bên ngoài Nhật Bản với cái tên Rhythm Heaven / Rhythm Paradise, cũng là trò chơi cuối cùng do bên thứ nhất phát triển cho máy.

### Khả năng tương thích với các hệ máy khác
Một phụ kiện dành cho GameCube, gọi là Game Boy Player, phát hành vào năm 2003, kế thừa cho thiết bị ngoại vi Super Game Boy dành cho Super Nintendo Entertainment System. Phụ kiện này cho phép chơi các trò chơi Game Boy Advance, cũng như các trò chơi Game Boy và Game Boy Color trên máy GameCube. Tuy nhiên, một số trò chơi có thể gặp sự cố tương thích do một số tính năng nhất định yêu cầu phần cứng bổ sung. Ví dụ, các trò chơi có cảm biến chuyển động tích hợp (chẳng hạn như Yoshi's Topsy-Turvy) sẽ yêu cầu người chơi tự thao tác trên máy.
GBA là hệ máy cầm tay cuối cùng trong số ba hệ máy cầm tay của Nintendo mang tên Game Boy, các trò chơi được phát triển cho nó không tương thích với các hệ máy Game Boy cũ hơn và hộp của mỗi trò chơi đều có nhãn cho biết trò chơi "không tương thích với các hệ máy Game Boy khác". Tuy nhiên, các trò chơi được thiết kế cho các hệ máy Game Boy cũ hơn tương thích ngược lại với Game Boy Advance, với các tùy chọn để chơi các trò chơi đó trên tỷ lệ khung hình chuẩn hoặc toàn màn hình kéo dài.
Trò chơi Game Boy Advance tương thích với các kiểu máy Nintendo DS, thông qua khe cắm băng GBA chuyên dụng bên dưới màn hình cảm ứng, (đặc biệt là máy DS bản đầu và Nintendo DS Lite), mặc dù chúng không thể hỗ trợ nhiều người chơi hoặc các tính năng liên quan đến việc sử dụng phụ kiện GBA, vì chúng không có cổng ngoại nên không thể chơi trên GBA. Nintendo DSi và Nintendo DSi XL không có khả năng tương thích ngược với GBA.

### Virtual Console
10 trò chơi Game Boy Advance phát hành miễn phí cho những người chơi mua máy trước tháng 8 năm 2011, đây là một phần của Ambassador Program dành cho những người dùng đầu tiên của Nintendo 3DS. Không giống như Virtual Console khác, người chơi không thể sử dụng các tính năng như menu Home hoặc lưu trò chơi (vì các trò chơi không thực sự được mô phỏng và đang chạy tự nhiên). Hệ máy 3DS có chương trình cơ sở tùy chỉnh cũng có thể cài đặt 10 trò chơi có sẵn dành cho các thành viên Ambassador Program. Nhiều trò GBA khác cũng có thể chơi thông qua tùy chỉnh, bằng cách đưa một trò chơi khác vào một trong những trò GBA đã phát hành chính thức, bao gồm cả các trò GBA không có trên Wii U Virtual. Iwata Satoru cho biết các trò chơi GBA có mặt trên Wii U Virtual Console vào khoảng tháng 4 năm 2014.
Vào ngày 3 tháng 4 năm 2014, trò chơi GBA đầu tiên công bố (Advance Wars, Metroid Fusion và Mario & Luigi: Superstar Saga) phát hành cho Wii U Virtual Console. Một dịch vụ Virtual Console đầy đủ các trò Game Boy Advance đã ra mắt trên Wii U. Tất cả các bản phát hành Virtual Console chỉ là một người chơi, vì chúng không mô phỏng các tính năng nhiều người chơi được kích hoạt bằng cáp Game Link.

## Phụ kiện

### Chính thức

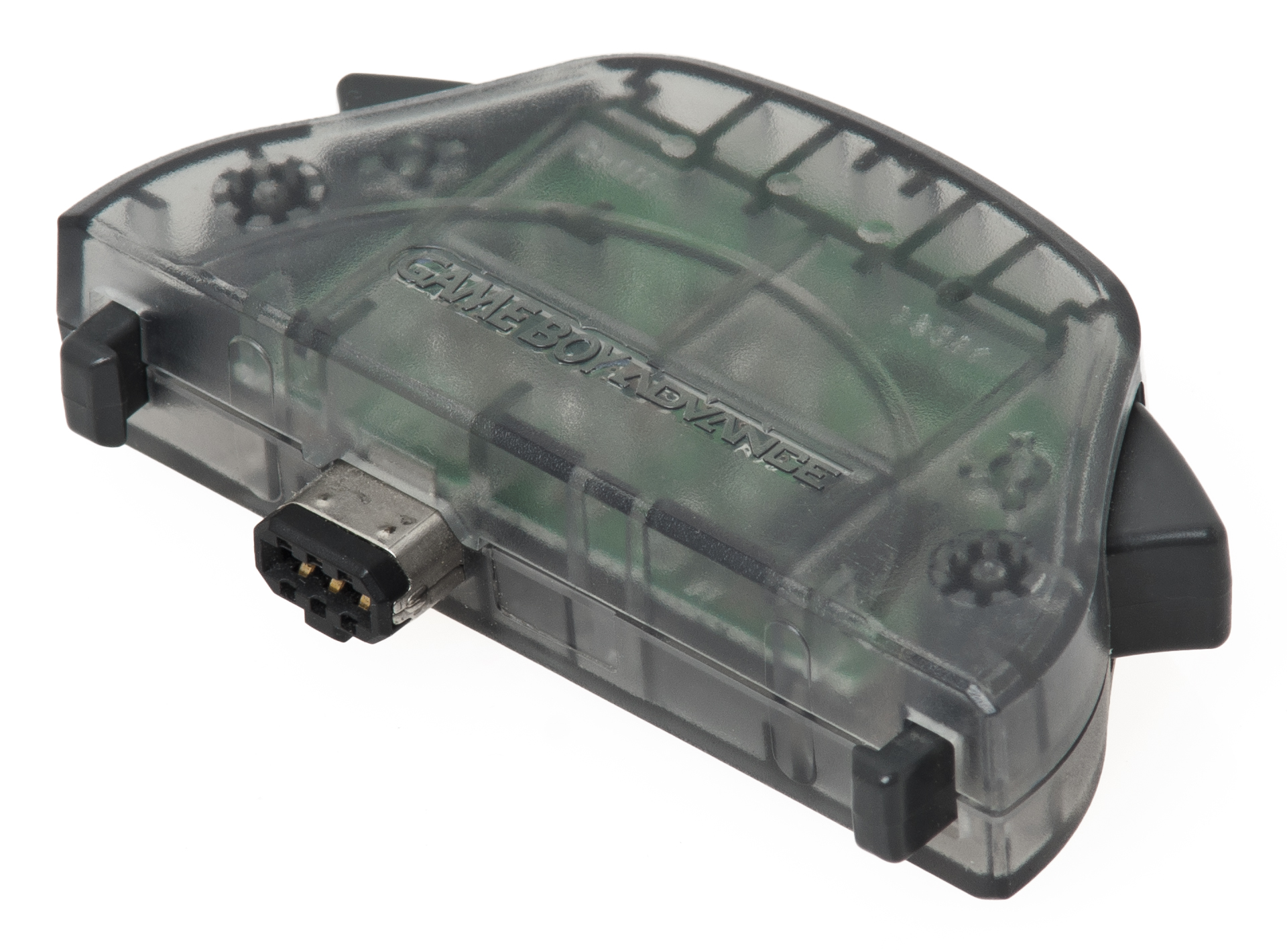
Bộ điều hợp không dây được đóng gói với Pokémon FireRed và LeafGreen

Nintendo đã phát hành nhiều addons cho Game Boy Advance. Bao gồm các:
- Bộ điều hợp không dây: Phát hành vào năm 2004, bộ chuyển đổi này gắn vào mặt sau của Game Boy Advance. Nó thay thế cáp liên kết và cho phép nhiều người liên kết với nhau, bán ra với giá 20$US và đi kèm với Pokémon FireRed và LeafGreen. Tuy nhiên do phát hành quá muộn trong dòng đời của Game Boy Advance, nên có chưa đến 20 trò chơi hỗ trợ phần cứng này. Tính hữu dụng của bộ chuyển đổi thể hiện rõ nhất ở Pokémon, vì FireRed/LeafGreen và Emerald có "Union Room" là nơi bốn mươi người có thể tham gia giao đấu hoặc trao đổi Pokémon. Máy Game Boy Micro có thể sử dụng hết tính năng với cả hai mô hình của Wireless Adapter.
- Bộ chuyển đổi hồng ngoại Game Boy Advance: Bộ chuyển đổi này đi kèm với trò chơi Cyberdrive Zoids, vì nó chỉ tương thích với trò chơi này và không bán lẻ. Đây hiện cũng là phụ kiện Game Boy Advance duy nhất không làm lại cho Game Boy Micro.
- Cáp liên kết Nintendo GameCube - Game Boy Advance: Cáp liên kết sử dụng để kết nối Game Boy Advance với máy GameCube. Thiết kế sản phẩm nhằm đem lại khả năng tương tác giữa các trò chơi dành cho Game Boy và các trò chơi tương ứng của GameCube. Tuy nhiên không có nhiều trò chơi hỗ trợ phần cứng này. Các tựa game đáng chú ý là Final Fantasy Crystal Chronicles và The Legend of Zelda: Four Swords Adventures, cho phép tối đa 4 người chơi sử dụng thiết bị cầm tay Advance hoặc SP như một tay cầm có thông tin trên màn hình, cũng như The Legend of Zelda: The Wind Waker, cho phép mở khóa nội dung thông qua Tingle, một trong những nhân vật trong trò chơi. Khi sử dụng dây cáp trong trò chơi Animal Crossing, người chơi sẽ được chào đón bởi nhân vật Kapp'n tại bến tàu, đưa họ đến một hòn đảo không thể tiếp cận trước đó. Thiết bị này hoạt động cả cho Pokémon Colosseum và Pokémon XD, cho phép người chơi bạn trao đổi Pokémon qua lại với GBA (Pokémon FireRed, LeafGreen, Ruby, Sapphire và Emerald), cũng như cho phép chuyển Jirachi sang Pokémon Ruby và Sapphire bằng Bonus Disc Pokémon Colosseum. Ngoài ra, còn có thể sử dụng để chuyển Chao giữa Sonic Adventure 2: Battle, Sonic Adventure DX Director's Cut và Sonic Advance, Sonic Advance 2. Cuối cùng, là sử dụng để mở khóa giao diện "Fusion" cho Samus (giới thiệu trong Metroid Fusion) để sử dụng trong Metroid Prime, với điều kiện người chơi phải đáp ứng một số điều kiện nhất định trong cả Fusion và Prime.
- Play-Yan: Play-Yan là trình phát MP3 / MPEG4 cho Game Boy Advance và Nintendo DS. Hộp băng rộng hơn một chút so với hộp băng Game Boy Advance bình thường và bao gồm cổng tai nghe tích hợp cũng như khe cắm Thẻ SD. Âm nhạc hoặc video mà người dùng tải xuống từ Internet có thể được chuyển vào Thẻ SD và ghi vào thiết bị Play-Yan. Nintendo phát hành một số trò chơi nhỏ cho Play-Yan, có thể tải xuống từ trang web của họ, mặc dù sau đó Nintendo đã loại bỏ tất cả chức năng minigame thông qua bản cập nhật firmware. Play-Yan ban đầu chỉ có sẵn ở Nhật Bản, nhưng phát hành ra Châu Âu với tên Nintendo MP3 Player vào ngày 8 tháng 12 năm 2006, loại bỏ chức năng MPEG4. Play-Yan không bao giờ phát hành ở Bắc Mỹ.
- e-Reader: là một thiết bị quét, cắm vào khe cắm trò chơi của Game Boy Advance. Các thẻ chuyên dụng có mã dọc theo cạnh bên và cạnh dưới, trượt qua khe cắm, quét thẻ vào Game Boy Advance. Nhiều ý tưởng cho e-Reader bao gồm các thẻ quét các trò chơi cổ điển như Donkey Kong và Excitebike, cũng như hợp tác với Super Mario Advance 4 và Pokémon Ruby and Sapphire để có thẻ mở khóa nội dung. Các trò chơi GameCube như Animal Crossing cũng có thẻ với nội dung có thể mở khóa và thẻ bài trò chơi Pokémon Trading Card cũng áp dụng mã e-Reader. Phụ kiện hoạt động với Game Boy Player và Game Boy Advance SP, nhưng không vừa với khe Game Boy của Nintendo DS (tuy nhiên nó có thể vừa với khe Game Boy của Nintendo DS Lite). Mặc dù không kịp phát hành ở Mỹ, nhưng đã được chứng minh là rất phổ biến ở Nhật Bản, và không phát hành ở châu Âu.
- Game Boy Advance Video: Các băng này chứa hai tập hoạt hình dài ba mươi phút. Phát hành lần đầu tiên tại Bắc Mỹ vào tháng 5 năm 2004, gồm các phim hoạt hình như Dragon Ball GT, Pokémon, SpongeBob SquarePants, Sonic X, Teenage Mutant Ninja Turtles và Yu-Gi-Oh!. Các bộ phim Shrek, Shrek 2 và Shark Tale cũng có mặt trên Game Boy Advance Video và cả ba bộ phim đều là phim dài tập không bị cắt xén. Do tỷ lệ màn hình của Game Boy Advance, ba bộ phim ở định dạng màn ảnh rộng. Các băng sẽ hiển thị lỗi khi gắn vào Game Boy Player liên kết với GameCube.
- Băng làm sạch: Một băng trắng có một miếng vải mềm bên trong dùng để làm sạch các đầu nối của Game Boy Advance khi lắp vào. Cũng có thể sử dụng để dọn sạch Slot 2 của Nintendo DS hoặc DS Lite.
- Bộ điều hợp di động: Thiết bị hoạt động với Game Boy và Game Boy Advance nhằm kết nối với điện thoại di động để chơi từ xa. Phát hành tại Nhật Bản và tương thích với Pokémon Crystal.[40][41][42]

### Không chính thức
Các phụ kiện khác cho Game Boy Advance là:
- Afterburner: Afterburner là một hệ thống chiếu sáng phía trước được sản xuất bởi Triton Labs và phát hành vào giữa năm 2002.[43] Việc lắp đặt bao gồm tháo rời máy, loại bỏ một số phần nhựa bên trong vỏ máy, gắn cơ chế chiếu sáng vào màn hình và hàn hai dây vào bo mạch chủ để cấp nguồn. Tùy chọn, một biến trở (chiết áp) hoặc vi mạch tích hợp có thể được thêm vào để cho phép điều chỉnh độ sáng. Khi phát hành phiên bản ban đầu của Game Boy Advance SP, nó có sẵn hệ thống chiếu sáng tích hợp tương tự. Điều này đã được thay thế trong phiên bản tiếp theo của Game Boy Advance SP với màn hình có đèn nền. Theo Triton Labs, Afterburner đã đạt được thành công đáng kể trong suốt vòng đời của GBA, rất nhiều game thủ đã mua nó, dù về mặt kỹ thuật sẽ làm mất bảo hành của máy, công ty còn gặp khó khăn trong việc theo kịp nhu cầu của người tiêu dùng rất cần phụ kiện trong mùa lễ 2002.[43]
- Halo Light: là một hệ thống chiếu sáng phía trước thay thế cho bộ bảo vệ / ống kính màn hình của GBA. Halo có bộ điều hợp nguồn bên ngoài được kết nối với cổng liên kết, nó có chức năng bật / tắt với bộ điều chỉnh độ sáng và đầu nối thông qua, để các thiết bị khác có thể kết nối với cổng liên kết.
- Worm Light: Worm Light là một thanh ánh sáng có thể điều chỉnh và kết nối với cổng liên kết. Nó có một bóng đèn nhỏ chiếu thẳng lên màn hình.
- Trình phát phim GBA:  Là băng đa năng cho phép người dùng chơi các trò chơi NES / Famicom, xem phim, đọc các tệp.txt, nghe các clip âm thanh, v.v. Trình phát phim GBA không thực sự phát trực tiếp MPEGS hoặc MP3, cần có phần mềm chuyển đổi thành định dạng GBM và GBS tương thích với GBA Movie Player. Có hai hình thức GBA Movie Player với một dạng sử dụng thẻ CF (Compact Flash) và một dạng sử dụng thẻ SD (Secure Digital), mặc dù các công ty khác nhau đã tạo ra các thiết bị của riêng mình tương tự như GBA Movie Player.
- GBA TV Tuner: Biến máy thành một chiếc tivi di động. Có một số phiên bản có sẵn của các công ty khác nhau. Bộ điều chỉnh TV phổ biến nhất yêu cầu một băng được lắp vào Bộ chỉnh tần số để khởi động. Bộ điều chỉnh TV có thể lưu trữ tới 99 kênh.
- GameShark: Phiên bản Game Boy Advance của GameShark, lập trình chỉ để hoạt động với các trò chơi của Game Boy Advance, vì nếu làm cho Game Boy Color thì quá đắt. Thiết bị gian lận này cho phép người dùng thay đổi mã trong trò chơi để gian lận. Mã có thể nhập bằng tay hoặc tải lên thiết bị bằng cáp USB và phần mềm.
- Action Replay: Một thiết bị gian lận giống GameShark, bán chủ yếu ở châu Âu. Nó có một vài tính năng bổ sung cũng như giao diện được cập nhật.
- Action Replay MAX Duo: Đây là bản cập nhật cho Action Replay của Game Boy Advance. Đối với người dùng DS, nó còn có thêm tính năng chuyển tải các phần lưu game mà người chơi tải xuống từ trang web của Action Replay hoặc các tập tin lưu game do người dùng khác thực hiện. Tuy nhiên, nó không phải là một thiết bị gian lận cho Nintendo DS; chỉ dùng để sao lưu dữ liệu.
- Worm Cam: Thiết bị này do Nyko gắn vào đầu Game Boy Advance và được kết nối với cổng liên kết của GBA. Thiết bị này có chức năng như một máy ảnh kỹ thuật số cho phép chụp ảnh kỹ thuật số. Ảnh chụp nhanh sau đó có thể được tải lên PC với cáp USB và phần mềm được cung cấp. Vì có hình dạng kỳ lạ nên nó không thể sử dụng với máy GBA SP.[44][45]
- DigiCam SP: Máy ảnh này cũng do Nyko tạo ra và về cơ bản nó chính là Worm Cam cho Game Boy Advance SP. Tiện ích bổ sung này sẽ trượt lên nửa trên của GBA SP (phía sau màn hình) và một phích cắm nhỏ dùng để kết nối vào cổng liên kết.
- DataBoy: Băng này cắm vào khe trò chơi GBA và chuyển đổi Game Boy thành dữ liệu RS-232 (còn được gọi là trình giám sát dòng nối tiếp hoặc bộ phân tích giao thức). Người dùng có thể chơi các game của GB, GBC và GBA trên đó.
- Khe cắm bộ nhớ dữ liệu Game Boy Advance (flash): Các thiết bị này thường sử dụng cho các trò chơi độc lập hoặc bên thứ ba khác.
- Glucoboy: Máy theo dõi đường huyết với các trò chơi tích hợp, phát hành tại Úc vào năm 2007 dành cho trẻ em mắc bệnh tiểu đường.[46]

## Các phiên bản

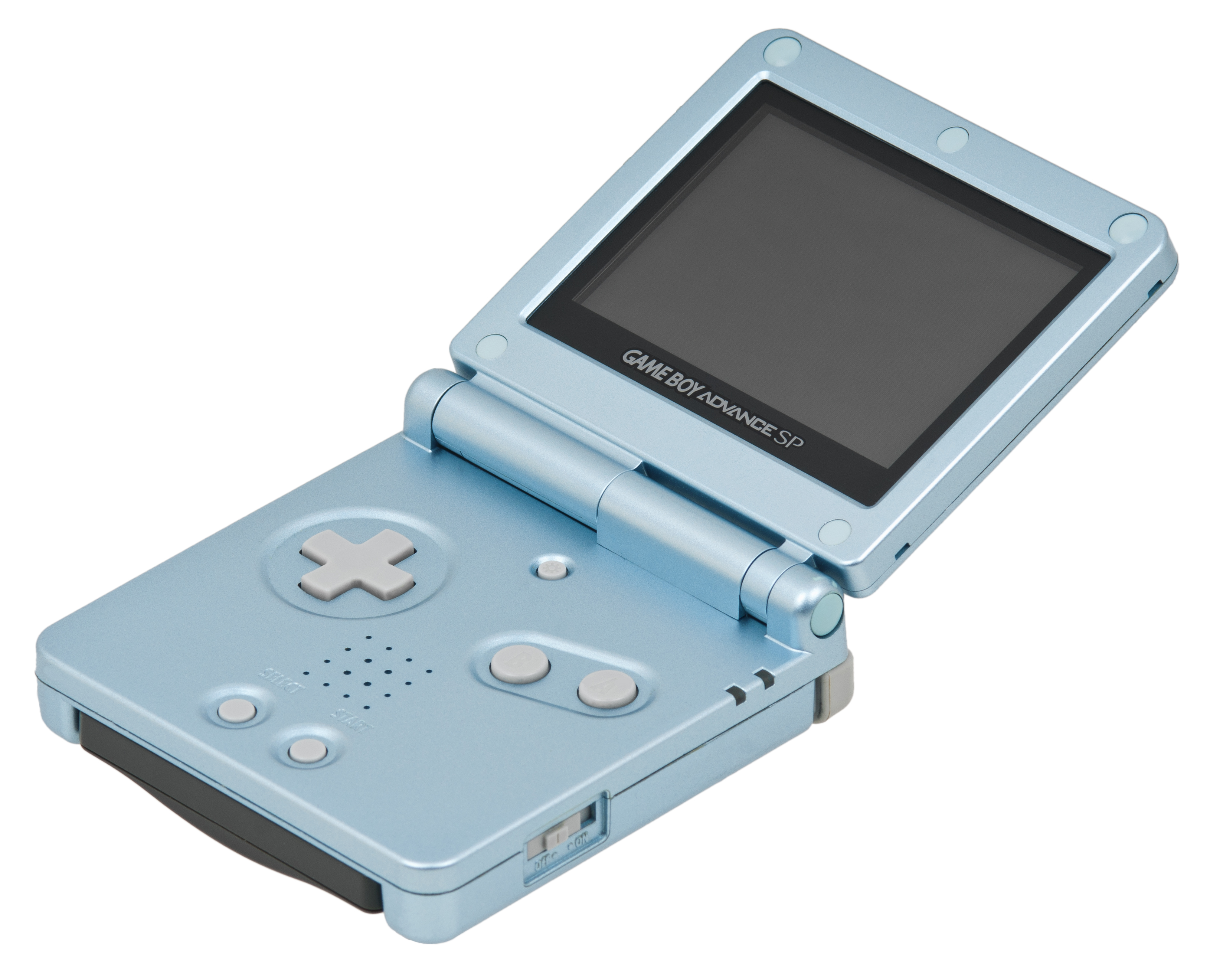
Game Boy Advance SP

### Game Boy Advance SP

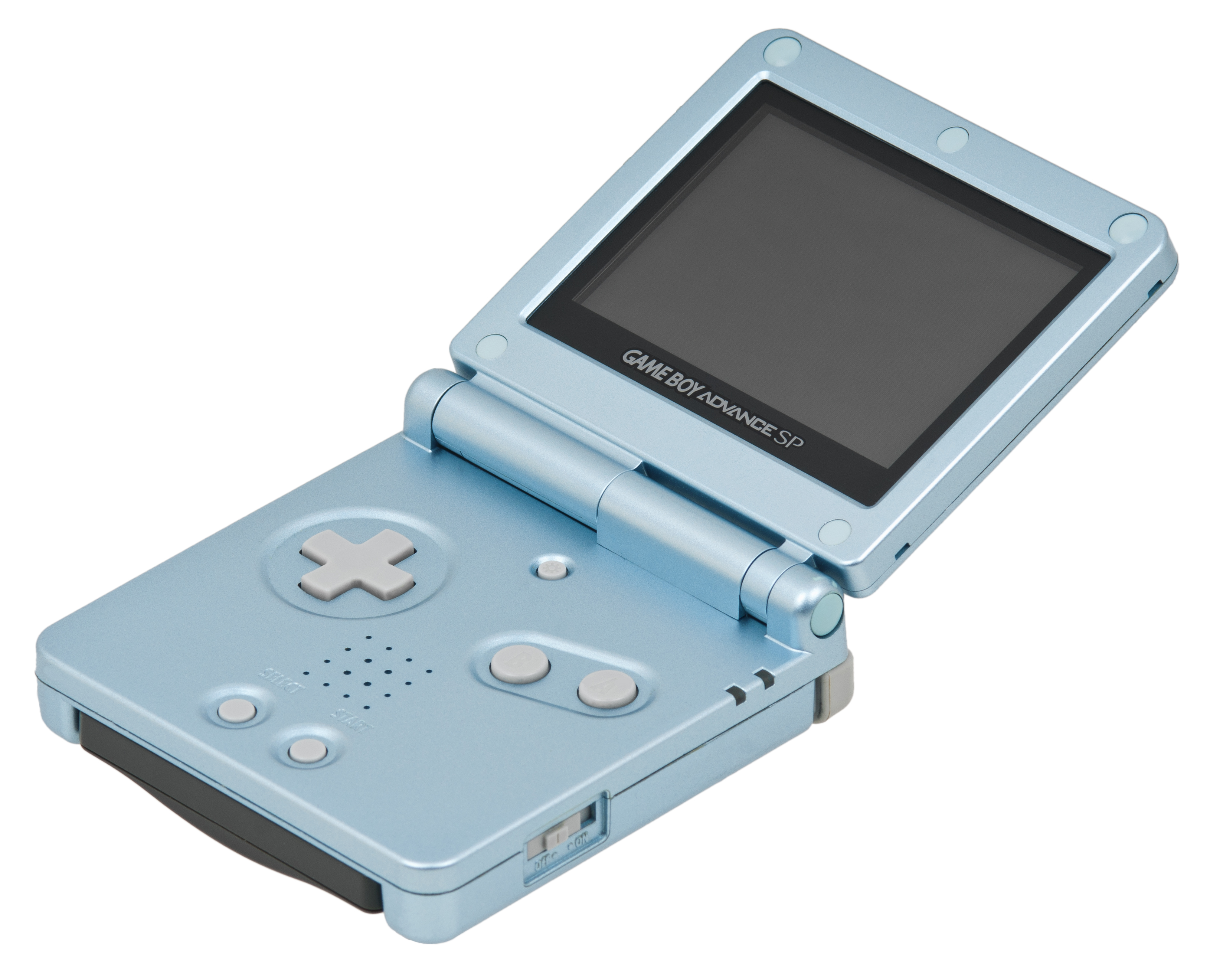
Game Boy Advance SP (mô hình AGS-101)

Đầu năm 2003, Nintendo giới thiệu một phiên bản cầm tay mới, gọi là Game Boy Advance SP (model AGS-001). Thiết bị có thiết kế gập hình hộp giống như một máy tính xách tay bỏ túi. Máy sử dụng sạc pin lithium ion, màn hình LCD sáng hơn nhiều và có thể bật tắt đèn. Thiết kế lại này để nhằm giải quyết một số khiếu nại phổ biến của Game Boy Advance ban đầu, vốn bị chỉ trích là hơi khó chịu khi sử dụng, đặc biệt là do màn hình quá tối.  

#### Backlight model (AGS-101)

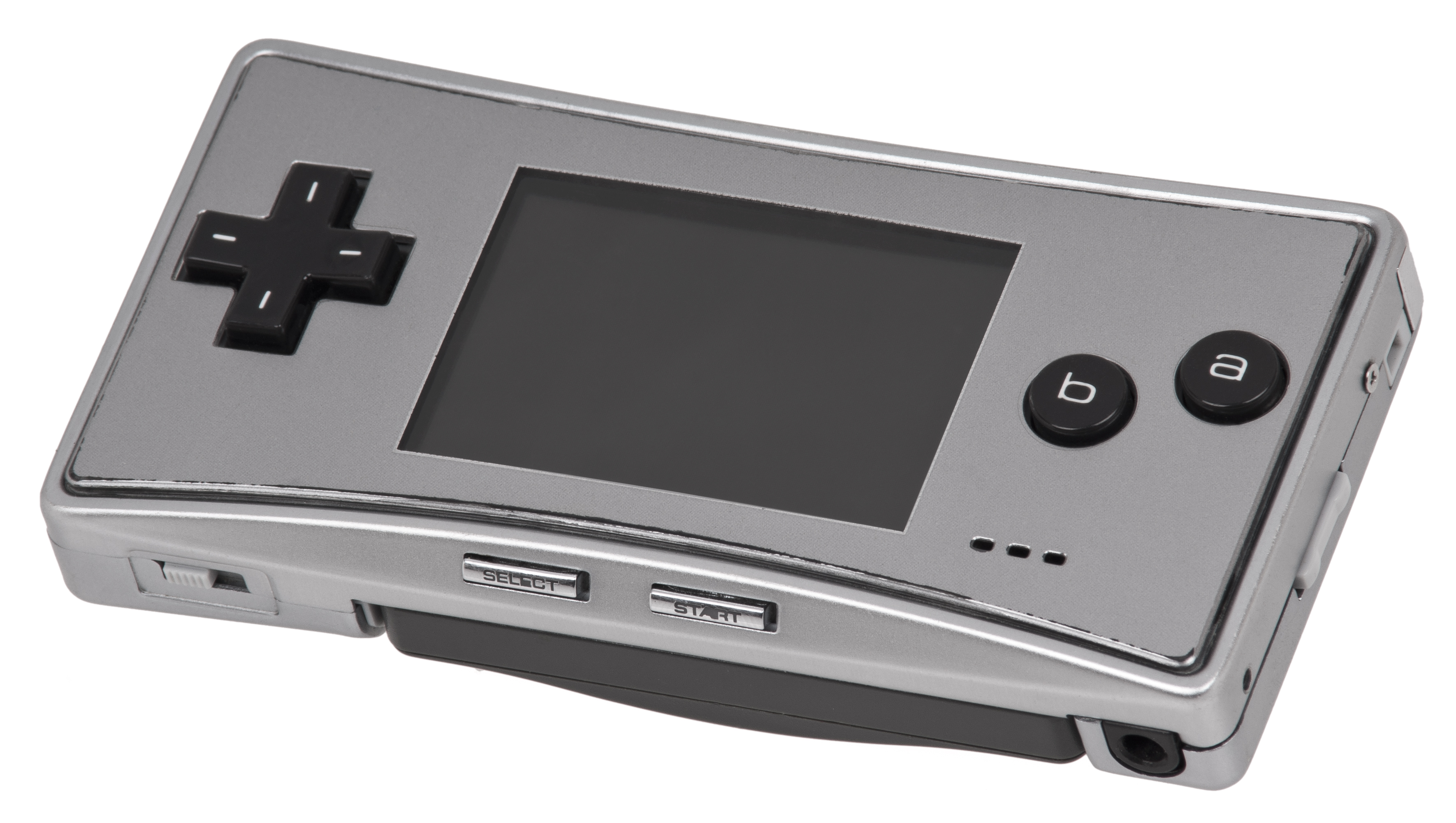
Game Boy Micro

Cùng thời điểm phát hành Game Boy Micro, Nintendo đã phát hành phiên bản đèn nền mới của SP (model AGS-101) ở Bắc Mỹ (thường được gọi là "GBA SP +", SPII hoặc SP2).   Công tắc điều khiển ánh sáng hiện đang chuyển đổi giữa "bình thường" (bản thân nó đã sáng hơn màn hình của Game Boy Advance SP gốc) và "sáng", mức độ sáng mạnh tương tự như TV LCD.

### Game Boy Micro
Vào tháng 9 năm 2005, Nintendo đã phát hành bản thiết kế lại thứ hai của Game Boy Advance. Mô hình này, được đặt tên là Game Boy Micro, có dáng ngang tương tự như Game Boy Advance ban đầu, nhưng nhỏ hơn và đẹp hơn nhiều. Game Boy Micro cũng cho phép người dùng thay đổi mặt trước của máy với nhiều màu tùy chỉnh, một tính năng được Nintendo quảng cáo rất nhiều khi ra mắt của Game Boy Micro. Nintendo cũng hy vọng rằng tính năng "thời trang" này sẽ làm những người khác để mắt đến hơn dù không phải game thủ. Không giống như các mẫu Game Boy Advance trước đây, Game Boy Micro không hỗ trợ các tựa Game Boy và Game Boy Color. Game Boy Micro không gây được nhiều ảnh hưởng trong thị trường trò chơi điện tử vì nó bị lu mờ bởi hệ máy cầm tay khác của Nintendo như Nintendo DS, có thể chơi các băng Game Boy Advance.

## Tiếp nhận
Khi phát hành tại Bắc Mỹ, IGN ca ngợi khả năng đồ họa và thời lượng pin của Game Boy Advance, nhưng phê bình vị trí nút vai và mức giá cao "hơi khó nuốt", cuối cùng đánh giá "8.0" trên thang điểm 10. Họ cũng chỉ ra rằng máy thiếu đèn nền nên đôi khi gây khó khăn khi chơi trò chơi. ABC News ca ngợi đồ họa, độ bám và màn hình lớn hơn của Game Boy Advance, nói rằng "Bạn chưa bao giờ cảm thấy vui như vậy khi chơi các trò chơi cũ." 
Đánh giá trên CNET, Darren Gladstone đã chấm điểm 7.0 trên 10, đánh giá cao hiệu năng đồ họa và khả năng tương thích ngược, nhưng phê bình đáng kể về độ sáng, nhấn mạnh điều đó khiến "gần như không thể" chơi trong điều kiện ánh sáng bình thường. Gladstone đề xuất Game Boy Advance SP vì nó trông bóng bẩy và đẹp mắt hơn, mặc dù mức giá rẻ hơn của nó có thể "hấp dẫn các game thủ với ngân sách thấp".

### Doanh số bán hàng
Nintendo hy vọng sẽ bán được 1,1 triệu máy Game Boy Advance vào cuối tháng 3 với lần ra mắt tại Nhật Bản của hệ thống và dự đoán doanh số 24 triệu máy bán ra cho đến cuối năm 2001; nhiều nhà phân tích tiếp thị tin rằng đây là một mục tiêu thực tế do công ty gần như không có đối thủ cạnh tranh trong thị trường máy chơi trò chơi điện tử cầm tay. Trong tuần đầu tiên ra mắt tại Bắc Mỹ vào tháng 6, Game Boy Advance đã bán được 500.000 chiếc, trở thành máy chơi trò chơi điện tử bán chạy nhất tại Mỹ vào thời điểm đó. Để đáp ứng doanh số bán hàng, Nintendo đã đặt hàng 100.000 chiếc để chuyển đến các cửa hàng bán lẻ, với hy vọng sẽ xuất xưởng thêm nửa triệu trong số đó vào cuối tháng 6. Game Boy Advance cũng trở thành hệ máy bán chạy nhất tại Anh, bán được 81.000 bản trong tuần đầu tiên phát hành và đánh bại kỷ lục 20.000 bản trước đó của PlayStation 2. Năm 2004, doanh số tại Anh đã vượt qua một triệu.
Vào ngày 1 tháng 12 năm 2006, Nintendo of America đã phát hành thông tin ra mắt cho thấy công ty đã bán được 33,6 triệu máy Game Boy Advance tại Mỹ. Trong một bài viết của Kotaku xuất bản vào ngày 18 tháng 1 năm 2008, Nintendo đã tiết lộ rằng loạt Game Boy Advance đã bán được 36,2 triệu máy tại Mỹ, từ ngày 1 tháng 1 năm 2008  Kể từ ngày 31 tháng 12 năm 2009, dòng Game Boy Advance đã bán được 81,51 triệu máy trên toàn thế giới, 43,57 triệu trong số đó là Game Boy Advance SP và 2,42 triệu trong số đó là Game Boy Micro.
Sau khi công ty giảm bớt sự hỗ trợ cho Game Boy Advance, phần mềm phổ biến nhất trở thành những trò chơi điện tử đáng chú ý nhất của các game thủ trẻ tuổi.